# Sageo

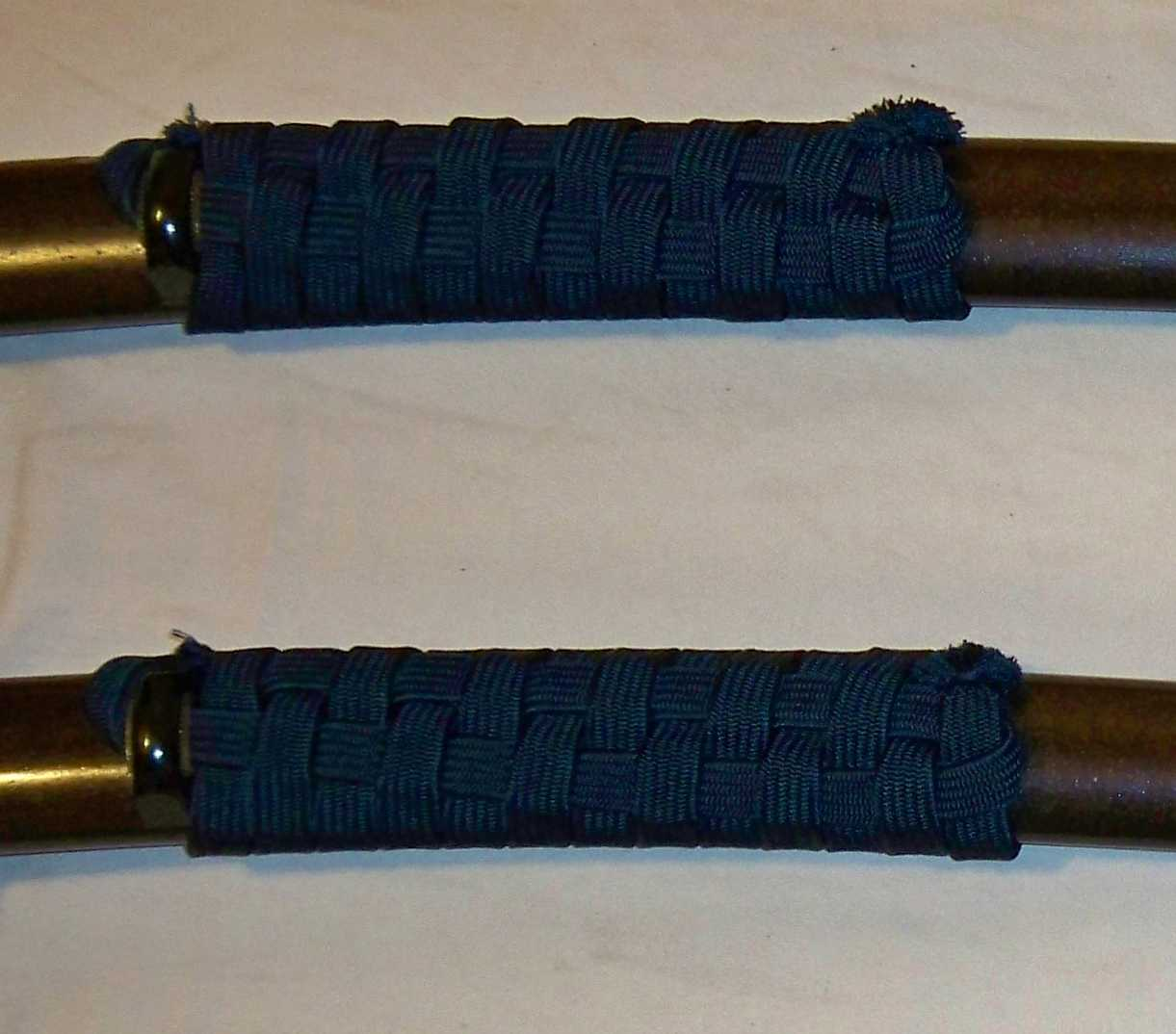
Sageo

El Sageo (下げ緒, Sageo) és una corda d'1,80 a 2 metres de cotó o cuir que subjecta la saya del sabre a la cintura. Es lliga al cinturó (obi) de l'hakama. Era usat per ninges i samurais en Japó. Se li han donat diferents usos, per exemple el de ser una corda auxiliar per a subjectar coses o per a capturar a un enemic.